# 44 Lyncis
44 Lyncis, eller CS Ursae Majoris, är en långsam irreguljär variabel av LB-typ i stjärnbilden Stora björnen. Trots sin Flamsteed-beteckning tillhör den inte Lodjurets stjärnbild. Den ligger på gränsen mellan stjärnbilderna och fick byta tillhörighet vid översynen av gränser mellan stjärnbilderna år 1930 och benämns sedan bytet av stjärnbild ofta med sin variabeldesignation, CS UMa.
Stjärnan varierar mellan visuell magnitud +5,07 och 5,19 och varierar med en period som inte är fastställd. Den är synlig för blotta ögat vid god seeing.